# Forêt d'Orléans
Het Forêt d'Orléans (Nederlands: Bos van Orléans) is een Frans bos, grotendeels in staatseigendom (forêt domaniale) beheerd door het Office national des forêts. Het bos ligt als een sikkelvormige gordel ten noorden, noordoosten en oosten van Orléans in het departement Loiret in de regio Centre-Val de Loire. Het heeft een oppervlakte van zo'n 500 km² waarvan 340 km² staatsbos in drie zones, van mekaar gescheiden door gedeelten bos in privébeheer. De strook van ter hoogte van Orléans tot ter hoogte van Gien is zo'n 60 km lang en 5 tot 20 km breed. Het gebied wordt afgebakend door de Beauce in het noorden, de Gâtinais in het oosten en de Val de Loire in het zuiden. Het is het grootste forêt domaniale in heel France métropolitaine. Het bos is beschermd als Natura 2000 en Important Bird Area gebied. De meest dominante begroeiing is een collectie van zomereiken, wintereiken en grove dennen.
Het Forêt d'Orléans maakte al deel uit van het Franse koninklijk domein op het einde van de 10e eeuw. Op het einde van de 16e eeuw is nog slecht 390 km² in handen van de Franse kroon. De rest is verdwenen in houtkap en schenkingen aan de clerus. In de 17e eeuw werd het bos verkocht aan de hertog van Orléans. Diens bosbeheerder Plinguet stelt in 1721 vast dat tussen 1671 en 1721 niet minder dan 150 km² bos verloren gingen door bosbouw en illegale houtkap en dringt aan op beter bosbeheer en bescherming. De Franse Revolutie op het einde van de 18e eeuw leidt tot verdere reductie en pas wanneer het bos in 1848 geklasseerd wordt als 'domaniale' en de Office national des forêts op het einde van de 19e eeuw begint met grootscheepse herbebossing dat de toekomst van het bos terug gegarandeerd werd.
In de Tweede Wereldoorlog dient het bos nog als schuilplaats voor de maquis van Lorris.
Gemeenten met bosgrond zijn Boigny-sur-Bionne, Boiscommun, Les Bordes, Bougy-lez-Neuville, Bouzy-la-Forêt, Bray-en-Val, Cercottes, Chambon-la-Forêt, Chanteau, Châteauneuf-sur-Loire, Châtenoy, Chevilly, Chilleurs-aux-Bois, Les Choux, Combreux, Coudroy, Courcy-aux-Loges, Dampierre-en-Burly, Fay-aux-Loges, Fleury-les-Aubrais, Ingrannes, Lorris, Loury, Marigny-les-Usages, Le Moulinet-sur-Solin, Montereau, Nesploy,  Neuville-aux-Bois, Nibelle, Ouzouer-sur-Loire, Rebréchien, Saint-Jean-de-Braye, Saint-Lyé-la-Forêt, Saran, Seichebrières, Semoy, Sully-la-Chapelle, Saint-Martin-d'Abbat, Sury-aux-Bois, Traînou, Vieilles-Maisons-sur-Joudry, Vitry-aux-Loges en Vrigny.

## Galerij

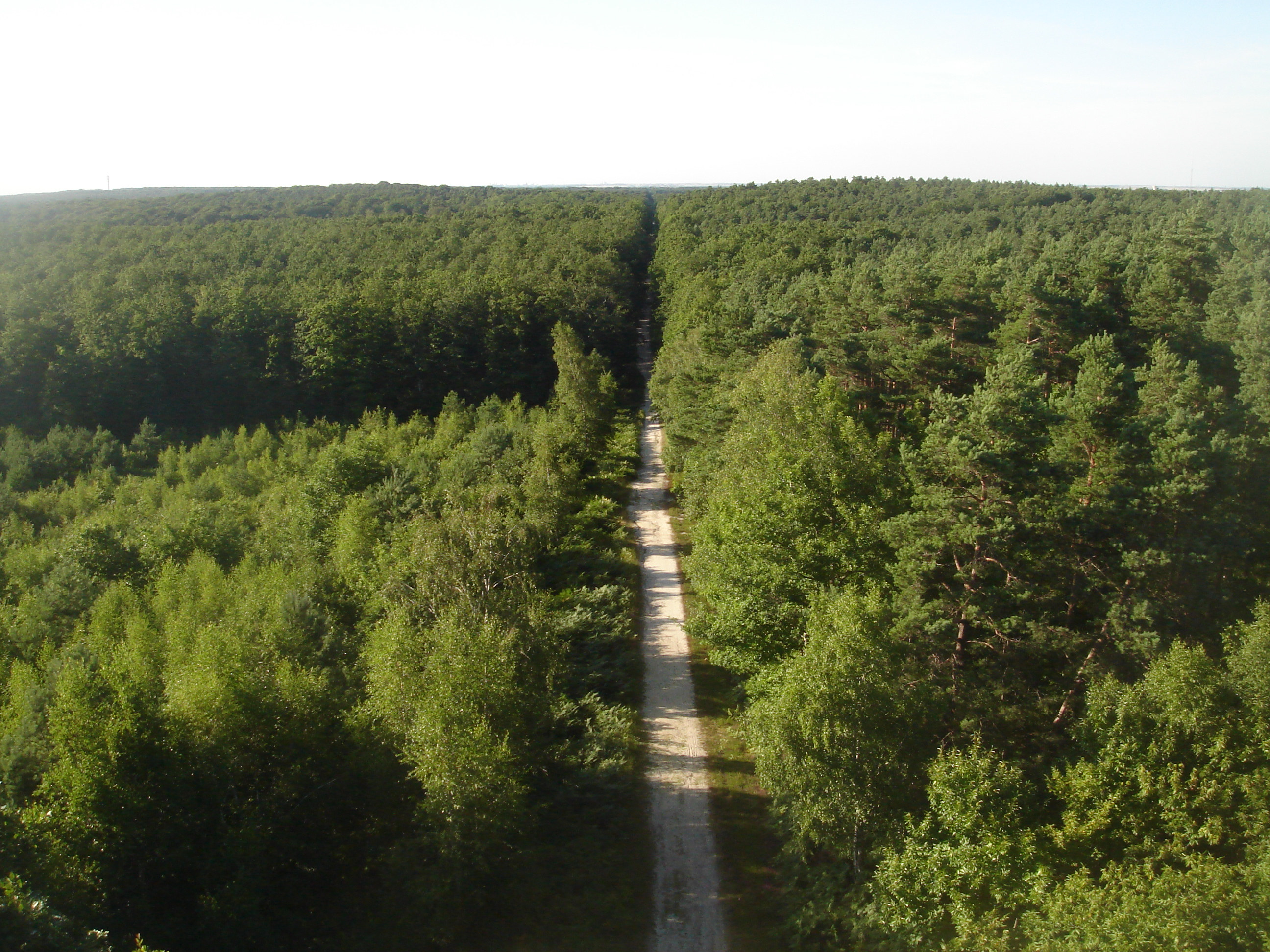
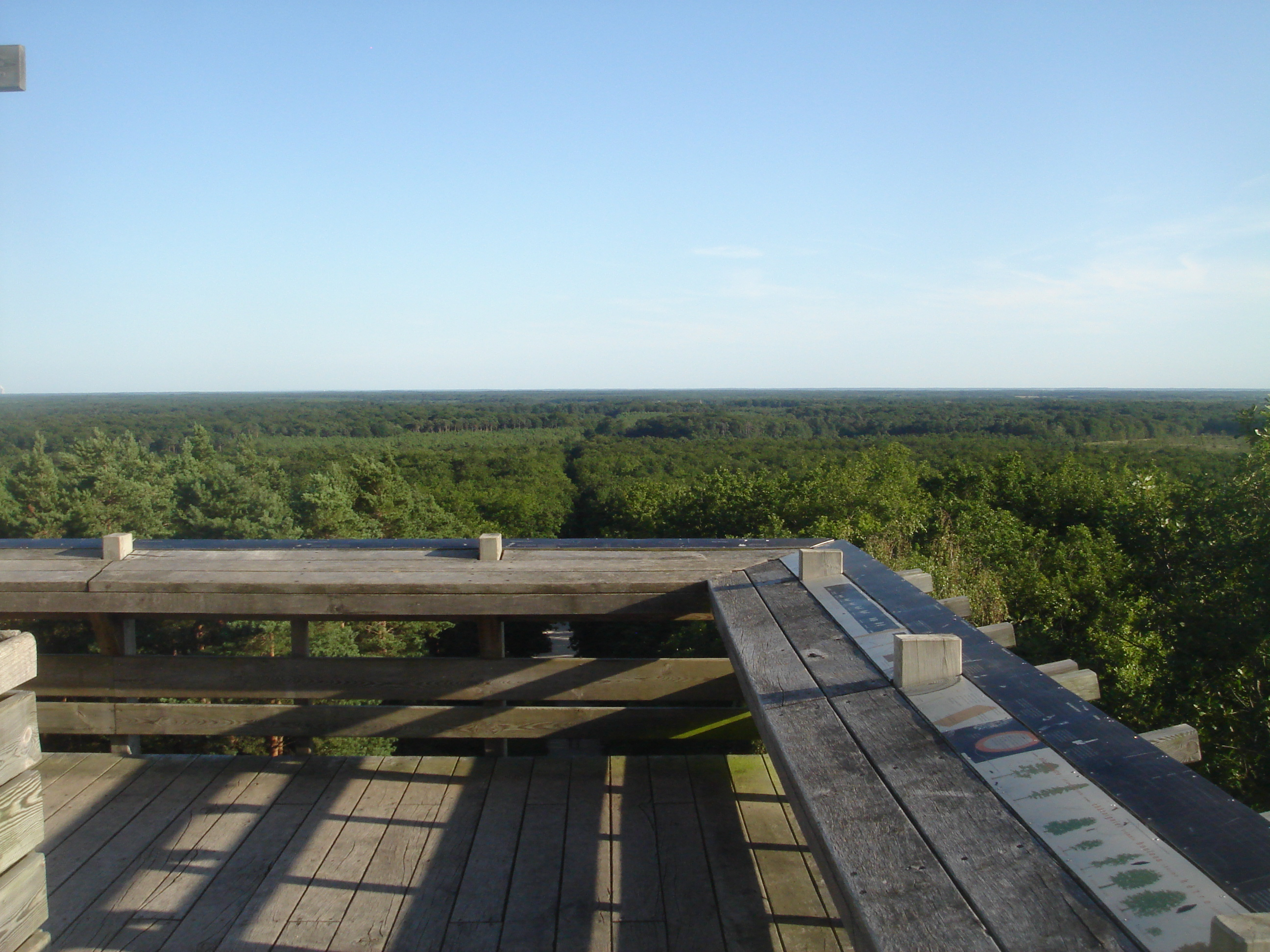
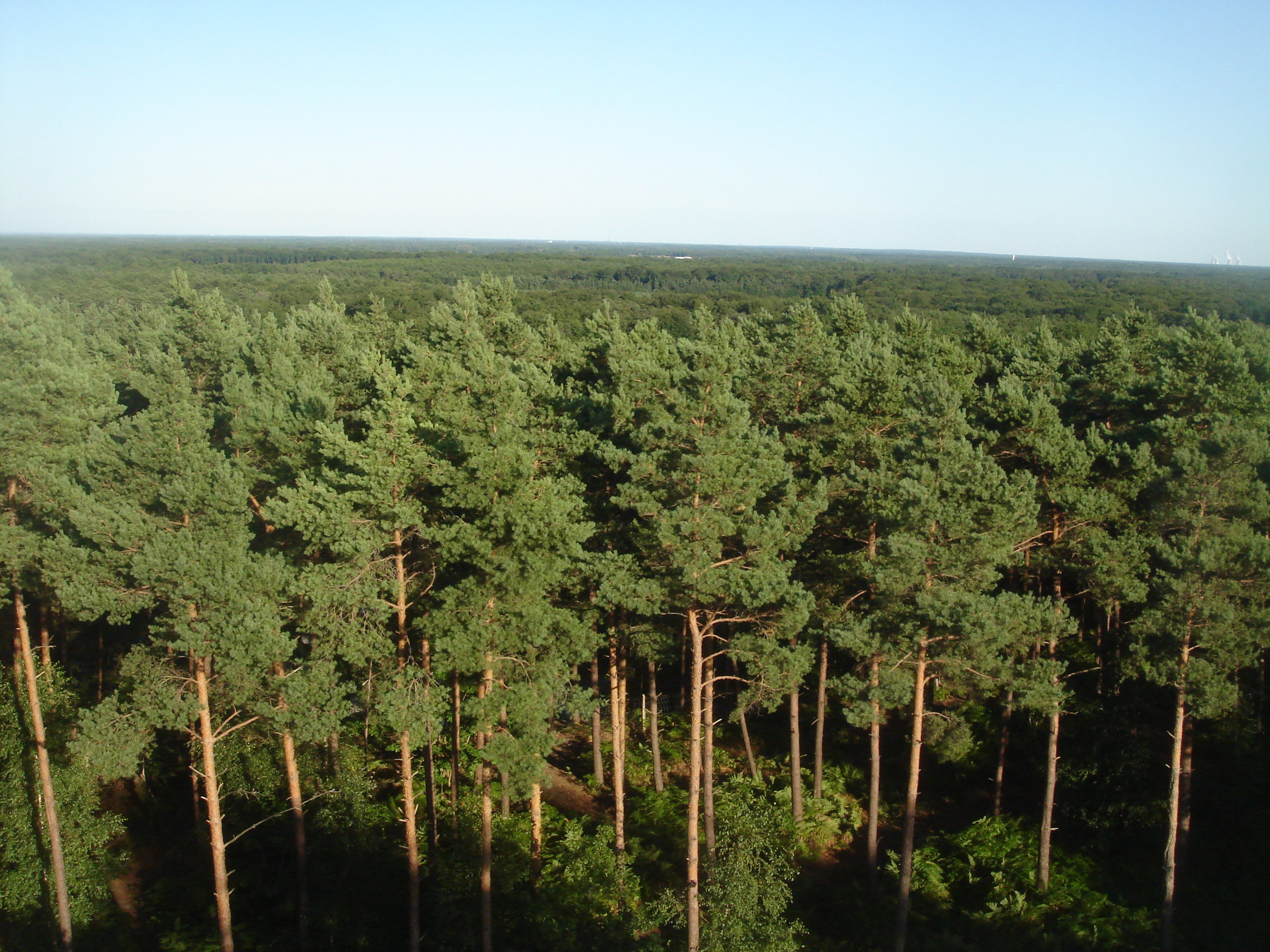
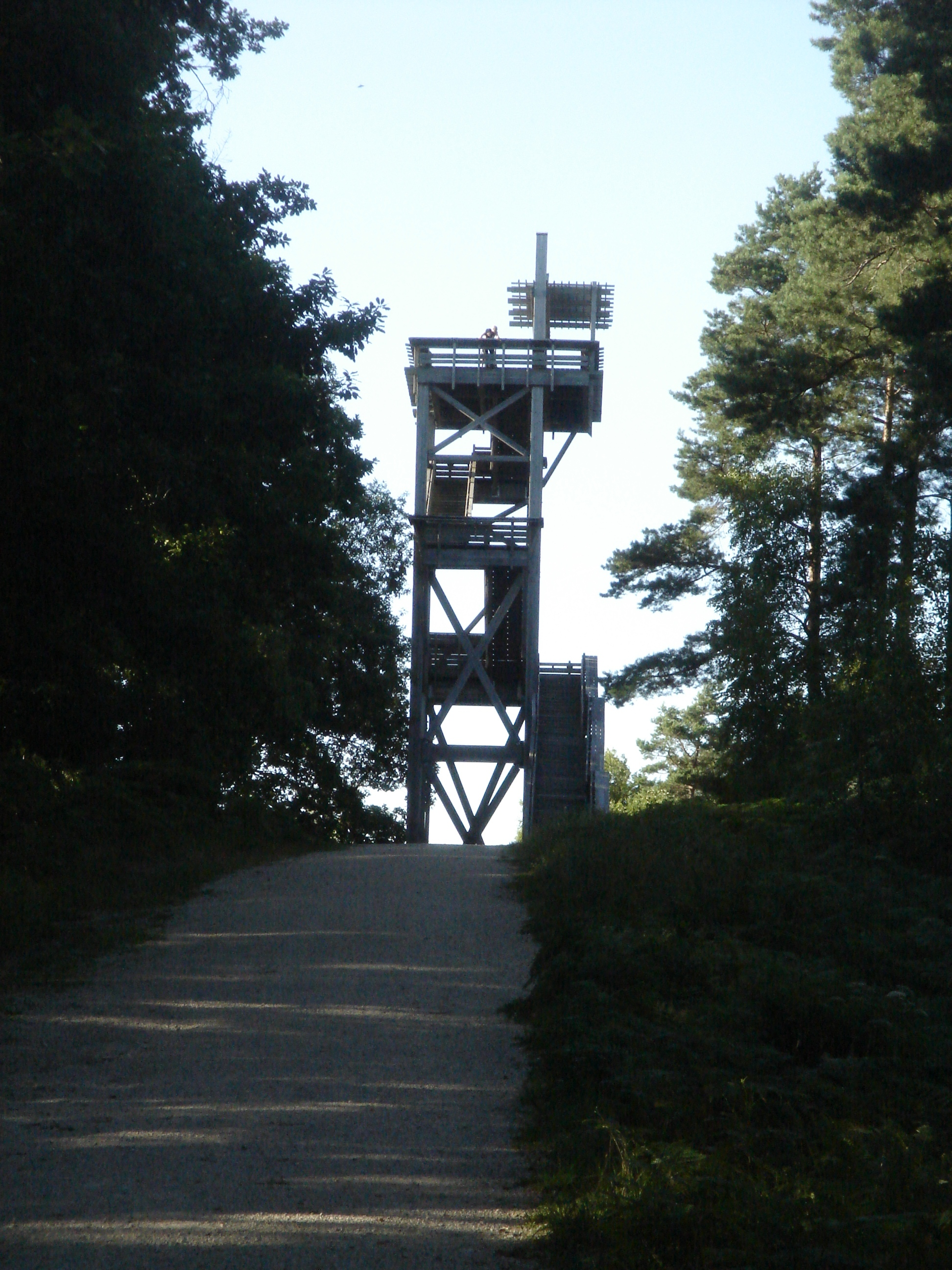
Observatietoren Les Caillettes